# 39P/Отерма
Комета Отерма (39P/Oterma) — короткопериодическая комета типа Хирона, которая была открыта 8 апреля 1943 года финским астрономом Лийси Отерма с помощью 50-см телескопа Шмидта обсерватории Туорла, когда она медленно двигалась в созвездии Девы. Она была описана как небольшой диффузный объект 15,1 m звёздной величины. Комета интересна прежде всего в качестве наглядного примера того, как быстро могут меняться орбиты подобных тел под воздействием гравитации планет-гигантов. Так данная комета, сначала, в 1937 была переведена Юпитером ближе к Солнцу, что привело к появлению кометной активности и, как следствие, её обнаружению, а затем, тем же Юпитером, выброшена обратно во внешнюю часть Солнечной системы, что привело к полному прекращению кометной активности даже в перигелии. Комета обладает довольно длинным периодом обращения вокруг Солнца — чуть более 19,3 года.

Орбита кометы Отерма и её положение в Солнечной системе

## История наблюдений
Ввиду удалённости от Солнца, движение кометы по орбите было крайне медленным, что, с одной стороны, способствовало сохранению её блеска вплоть до июля на уровне 16,0 m, делая её доступной для наблюдений, а, с другой, задерживало расчёт точной орбиты. Лишь спустя 3,5 месяца после открытия была опубликована первая эллиптическая орбита с точкой перигелия, пройденной в октябре 1942 года на расстоянии 3,44 а. е. и орбитальным периодом в 8 лет. Также была отмечена возможность сближения кометы с Юпитером в 1937 году.
Комета была вновь найдена в январе 1944 года после того, как она достаточно удалилась от Солнца. Она была описана как маленький округлый объект звёздной величиной 16,5 m. Пересмотренные расчёты показали, что комета прошла перигелий на несколько месяцев раньше, чем было определено в конце 1943 года, а точнее, 21 августа 1942 года. Максимальная яркость кометы в 1944 году составляла 16 m. После 1944 года яркость кометы продолжала падать, но была достаточна для того, чтобы ещё несколько лет комета оставалась доступной для наблюдений. В 1945 году её блеск упал до 17,0 m, в 1946 году, в момент прохода перигелия, он опустился до 17,2 m. В 1947 году, несмотря на то, что она начала приближаться к Солнцу, блеск опустился ещё ниже, до 17,5 m. Точно так же диаметр комы уменьшился с 12 угловых секунд в 1945 году до всего лишь 3 угловых секунд в 1947 году.
Первые радикальные изменения были отмечены в 1948 году, когда комета достигла яркости в 15,5 m, хотя была ещё довольно далека от точки перигелия. Повышение уровня кометной активности проявлялась также в виде резкого увеличения размеров комы — сразу до 6 угловых минут, и в появлении хвоста. Аналогичные цифры были зарегистрированы и в 1949 году. При прохождении перигелия в 1950 году яркость кометы увеличилась до 14,5 m, а размер комы достиг 30 угловых секунд. Когда комета удалялась от Солнца, она следовала той же самой медленной схеме затухания, что и в 1940-х годах.
В следующий раз комета прошла перигелий в 1958 году, и это было последнее наблюдаемое прохождение перигелия в течение следующих нескольких десятилетий. Комета была пропущена при её следующем ожидаемом возвращении в 1983 году, и астрономы определили, что она была слишком слабой, чтобы её можно было обнаружить с помощью существовавших в то время телескопов. Комета была обнаружена 13 августа 2001 года Y. R. Fernandez в обсерватории Мауна-Кеа на ПЗС-изображениях, полученных с помощью 2,2-метрового рефлектора. Она была описана как точечный объект с блеском 22 m. Комета была подтверждена К. Дж. Мичем и Дж. Питтиховой (Мауна-Кеа) 20 и 21 августа, и находилась всего в 2 угловых минутах от предсказанной позиции. Теперь, когда орбита точно известна, Мич обнаружил её и на более ранних снимках, полученных 9 мая и 15 июля 1999 года, а также 1 и 22 мая 1998 года. На нынешней орбите комета не может стать ярче 22 звёздной величины.

## Эволюция орбиты
В настоящее время комета имеет орбиту, схожую с орбитами кентавров, и полностью располагается между орбитами Юпитера и Сатурна. Причём орбита пролегает таким образом, что её перигелий находится в 0,5 а. е. за орбитой Юпитера, а афелий всего в 0,08 а. е. от орбиты Сатурна. Таким образом, комета рискует попасть под серьёзное гравитационное воздействие со стороны сразу обоих планет-гигантов. По этой причине сколь-нибудь точно проследить движение кометы в прошлое или будущее в долгосрочной перспективе не представляется возможным.
Считается, что до конца XVIII века орбита кометы располагалась между орбитами Юпитера и Сатурна, но при этом перигелий кометы был достаточно удалён от Юпитера, чтобы он не мог оказывать на неё серьёзное влияние. Пока в 1770 году не произошло тесное сближение кометы с Сатурном до 0,41 а. е. (61,5 млн км), которое сместило точку перигелия с 6,2 а. е. до 5,7 а. е. Таким образом, комета оказалась в зоне влияния Юпитера. Комете удавалось избегать встречи с Юпитером на протяжении 167 лет, пока в 1937 году она не оказалась всего в 0,16 а. е. (24 млн км) от него. Как считается, этому предшествовало сближение 27 марта 1903 года (1,44 а. е.), которое и подвело комету вплотную к Юпитеру в 1937 году. Это имело весьма своеобразные последствия.

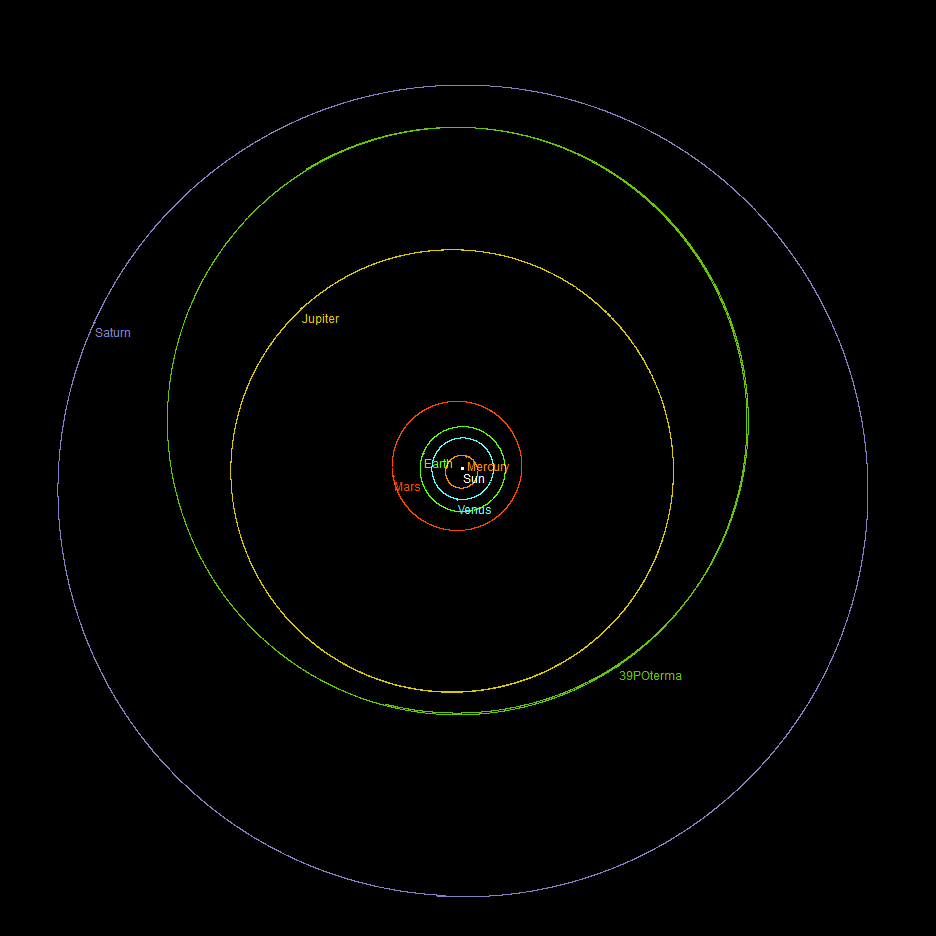
До 1930 года орбита кометы находилась между орбитами Юпитера и Сатурна
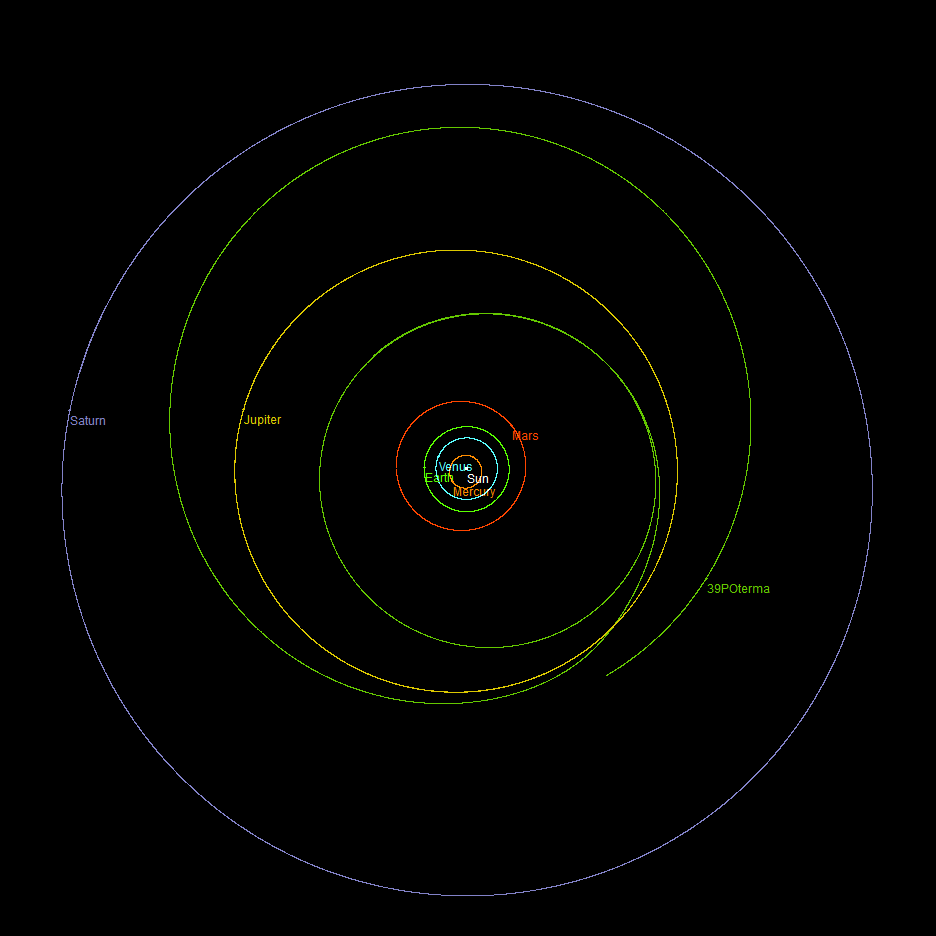
Между 1920 и 1950 годами происходит переход от кентавроподобной орбиты к квазихильдовой орбите
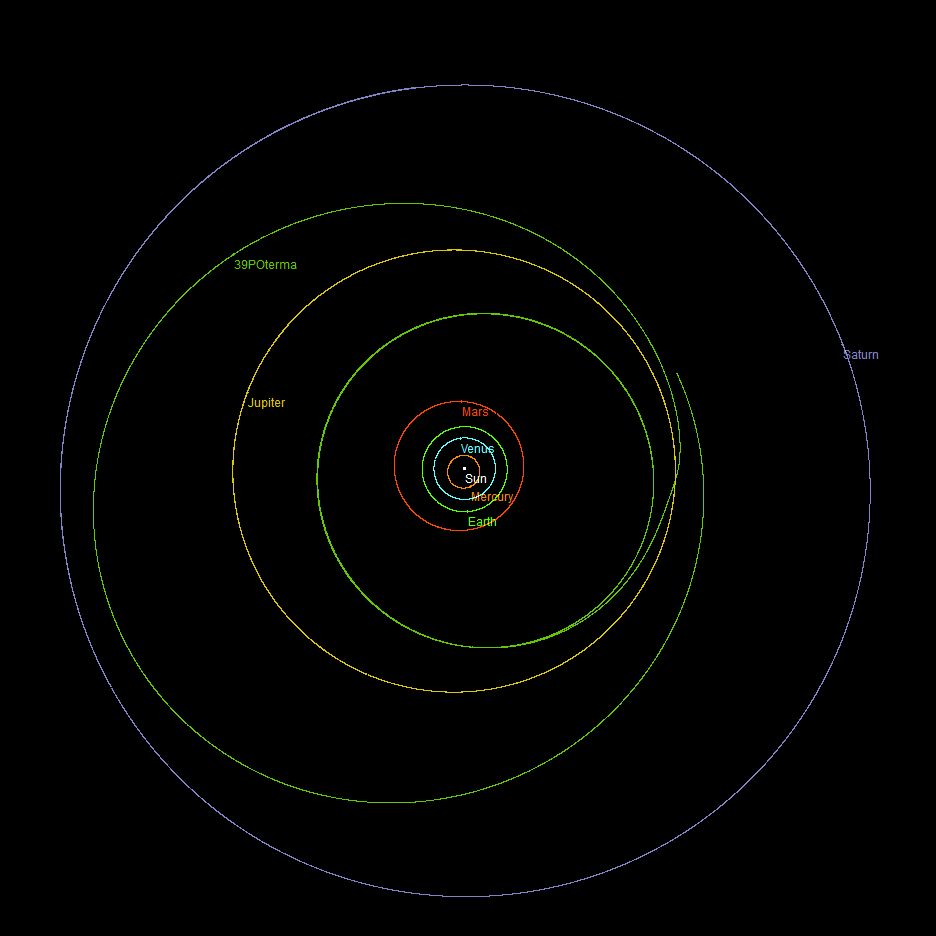
Между 1945 и 1983 годами происходит обратный переход от квазихильдовой орбиты к кентавроподобной орбите
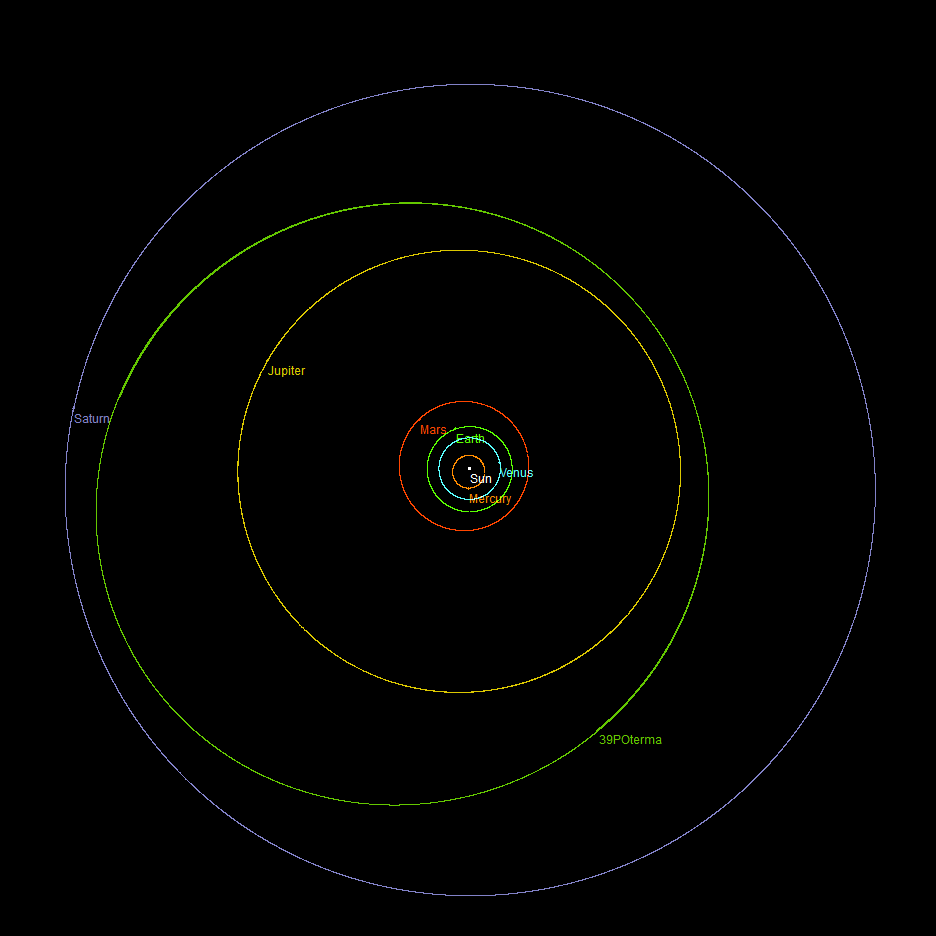
После 1980 года орбита кометы снова находится между орбитами Юпитера и Сатурна

Уже с начала 1935 года комета двигалась по орбите, почти идентичной орбите Юпитера, с почти такой же угловой скоростью, то есть подверглась временному захвату в виде коорбитального спутника Юпитера. Однако, комета не совершила полного оборота вокруг планеты и за довольно короткое время покинула окрестности Юпитера, но это удалось ей лишь ценой существенных изменений орбитальных параметров. Большая полуось сократилась с 6,9 до 4,0 а. е., афелий — с 8,0 до 4,5 а. е., а перигелий — с 5,8 до 3,4 а. е. В результате орбита кометы оказалась полностью внутри орбиты Юпитера, что существенно увеличило яркость кометы и способствовало её обнаружению в 1943 году, спустя пять месяцев после прохождения перигелия.

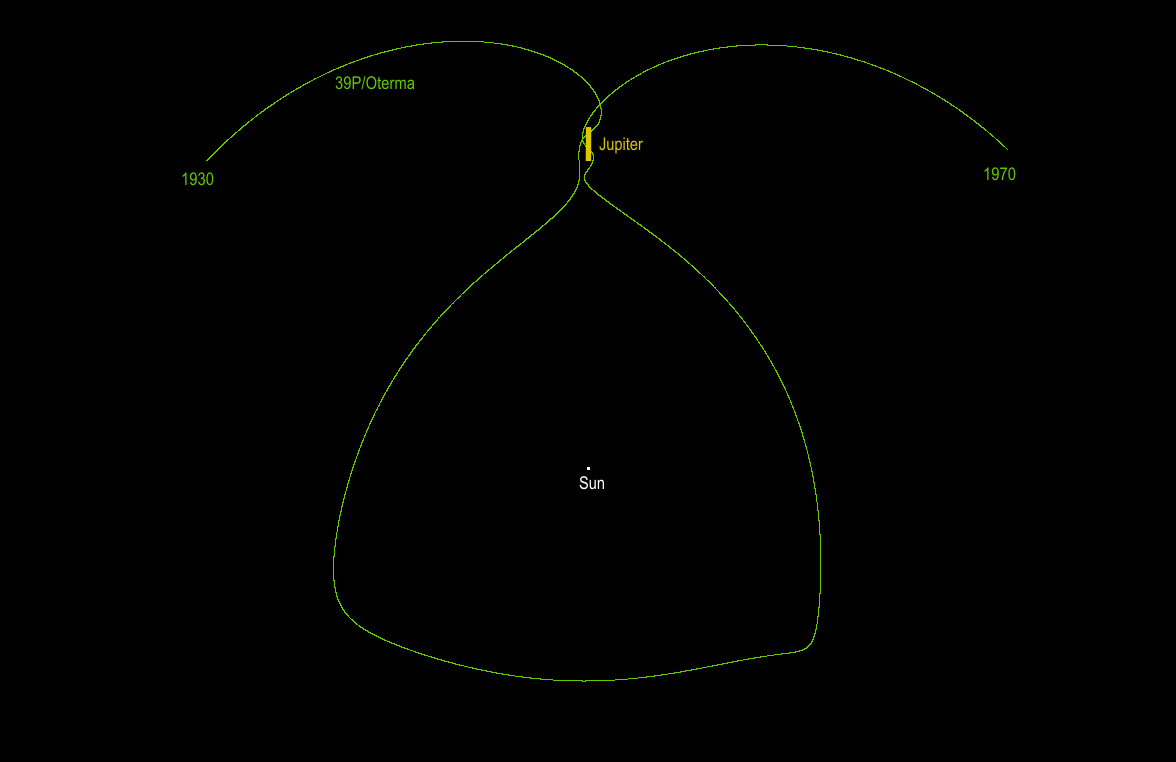
Движение кометы относительно Юпитера в период между 1930 и 1970 годами

Перемещение орбиты кометы ближе к Солнцу привело к сокращению орбитального периода с немногим более 18 лет до 7,9 года, таким образом, комета оказалась в сильнейшем орбитальном резонансе 3:2 с Юпитером. Это предопределило дальнейшую судьбу кометы, поскольку означало, что уже через три оборота вокруг Солнца комета вновь приблизится к окрестностям Юпитера. В итоге с середины 1961 года до конца 1965 года комета вновь оказалась в положении коорбитального спутника планеты-гиганта. В процессе этого движения 12 апреля 1963 года произошло очередное тесное сближение с Юпитером до 0,095 а. е. (14,25 млн км), что привело к очередной трансформации орбиты. Комета была вновь переведена на орбиту кентавров, схожую с той, на которой она находилась до 1937 года. Даже орбитальные параметры почти совпадают: большая полуось 7,2 а. е. (была 6,9 а. е.), афелий 9,0 а. е. (был 8,0 а. е.), перигелий 5,5 а. е. (был 5,8 а. е.) и орбитальный период 19,5 лет (был 18,9 года). В итоге комета оказалась на ещё более неустойчивой орбите, поскольку в своих крайних точках она подходит к обоим планетам-гигантам даже ближе, чем на орбите 1937 года. Тем не менее, несмотря на ряд тесных сближений, которые комете предстоит испытать с Юпитером (15 января 2025 года — 0,889 а. е., 21 февраля 2155 года — 0,771 а. е. и даже в мае-июле 2214 — 1,17 ± 0,03 а. е.) и Сатурном (3 июня 2011 года — 1,015 а. е. и 1 октября 2168 года — 1,93 а. е.), основные орбитальные параметры останутся неизменными до начала XXIV века: большая полуось в диапазоне 7,0—7,8 а. е., перигелий будет медленно увеличиваться до 6,1 а. е., афелий останется в диапазоне 8,1—9,4 а. е., период обращения останется между 18,3 и 21,7 года.
Однако, впоследствии эта ситуация изменится в результате встречи с Сатурном во второй половине 2312 года (0,8 ± 0,1 а. е.). В результате перигелий кометы окажется в непосредственной близости от орбиты Юпитера, что неминуемо закончится очередным тесным сближением с планетой в период между серединой 2428 года и концом 2431 года. С вероятностью 35 % это сближение произойдёт на расстоянии до 0,15 а. е. (22 млн км). Известные в настоящее время данные о комете 39P/Отерма не позволяют с достаточной уверенностью предсказать её судьбу после этого сближения, можно лишь оценить вероятность того или иного варианта.
Есть небольшой шанс, что комета будет захвачена Юпитером в качестве спутника, но скорее всего, с вероятностью 63 %, она так и останется на орбите кентавров между Юпитером и Сатурном. Также есть 25 % вероятность того, что она начнет пересекать орбиту Сатурна и 11,5 %, что через 10 лет после сближения комету удастся обнаружить внутри орбиты Юпитера. Эксцентриситет орбиты может быть распределён в широком диапазоне от 0,03 до 0,44, в то время как наклон орбиты ожидается между 1,6° и 8,5°.

## Сближение с планетами
В XX веке комета испытала два тесных сближения с Юпитером, которые радикально изменяли её орбиту. В XXI веке произойдёт ещё два относительно тесных сближений с этой планетой, а также одно сближение с Сатурном.
- 0,165 а. е. от Юпитера 27 октября 1937 года:
  - уменьшение перигелия с 5,79 а. е. до 3,39 а. е.;
  - уменьшение орбитального периода с 18,11 до 7,89 лет;
- 0,095 а. е. от Юпитера 12 апреля 1963 году:
  - увеличение перигелия с 3,39 а. е. до 5,47 а. е.;
  - увеличение орбитального периода с 7,88 до 19,43 года;
- 1,01 а. е. от Сатурна 3 июня 2011 году и 1,17 а. е. от Юпитера 12 июля 2023 году:
  - увеличение перигелия с 5,47 а. е. до 5,71 а. е.;
  - уменьшение орбитального периода с 19,49 до 19,43 лет;
- 0,89 а. е. от Юпитера 15 января 2025 году:
  - увеличение перигелия от 5,71 а. е. до 5.91 а. е.;
  - уменьшение орбитального периода с 19,43 до 18,51 года.